# Agropyron tallonii
Agropyron tallonii là một loài thực vật có hoa trong họ Hòa thảo. Loài này được Simonet mô tả khoa học đầu tiên năm 1935.